# Dichromodes phaeoxesta
Dichromodes phaeoxesta là một loài bướm đêm trong họ Geometridae.